# Kociewie

Kociewie

Kociewie est une région du nord de la Pologne, dans la Poméranie, au sud de Gdańsk. La plus grande ville est Tczew qui possède des industrie et agriculture bien développées. La région est peuplée par des Kociewiacy.